# Apostoł (Daniilidis)
Apostoł, imię świeckie Apostolos Daniilidis (ur. 1952 w Galata) – grecki duchowny prawosławny w jurysdykcji Patriarchatu Konstantynopola, od 2011 metropolita Derkosu.

## Życiorys
21 listopada 1995 otrzymał święcenia prezbiteratu. 26 listopada tegoż roku przyjął chirotonię biskupią jako tytularny metropolita Agatoniki. W 2011 mianowany został Starszym Metropolitą Derkosu.